# Turquía en los Juegos Olímpicos de Garmisch-Partenkirchen 1936
Turquía estuvo representada en los Juegos Olímpicos de Garmisch-Partenkirchen 1936 por seis deportistas masculinos que compitieron en dos deportes.
El portador de la bandera en la ceremonia de apertura fue el esquiador alpino Cehmut Şevket Karman. El equipo olímpico turco no obtuvo ninguna medalla en estos Juegos.